# Sân bay Katima Mulilo
Sân bay Katima Mulilo (IATA: MPA, ICAO: FYKM) là một sân bay ở Katima Mulilo, vùng Zambezi, Namibia.

## Vị trí và cơ sở vật chất
Sân bay nằm cách thành phố 18 km về phía tây nam, trên độ cao 3144 ft (958 m) so với mực nước biển. Nó có một đường băng trải nhựa dài 2295 m.